# Beer Szewa
Beer Szewa (hebr. באר שבע, Be’er Szewa; arab. بئر السبع, Bir as-Sab) – miasto położone w Dystrykcie Południowym w Izraelu. Jest to największe miasto pustyni Negew, często nazywane „stolicą Negewu”.

## Położenie
Miasto jest położone na północnym skraju pustyni Negew, w odległości 38 kilometrów na wschód od wybrzeża Morza Śródziemnego i 120 km na południowy zachód od Jerozolimy.
W jego otoczeniu znajduje się miasteczka Lehawim, Lakija, Omer, Segew-Szalom i Ne’ot Chowaw, kibuc Chacerim, moszawy Tifrach i Newatim, wsie komunalne Eszel ha-Nasi i Gewa’ot Bar, oraz arabskie miejscowości Tirabin al-Sana i Tel Szewa.

### Podział administracyjny
Po uzyskaniu niepodległości przez Izrael, Beer Szewa stała się „laboratorium” dla izraelskich architektów. Podjęto tu próbę stworzenia alternatywy dla standardowych rozwiązań publicznych projektów mieszkaniowych w Izraelu. Obecnie miasto jest podzielone na siedemnaście dzielnic (poza Starym Miastem i położonymi na północy osiedlami Ramot). Dzielnice mieszkaniowe są rozłożone w kształcie parasola i podzielone na cztery sub-dzielnice. Wiele dzielnic jest nazwanych kolejnymi literami alfabetu hebrajskiego. Są to m.in.: Szekhuna Alef, Bet, Gimel, Dalet, Hej, Vav, Tet, Jud-Alef, Ramot, Ramot B, Neve Noj, Ne’ot Lon, Merkaz Ezrachi, Neve Ze’ew, Darom, Stare Miasto, Nahal Beka i Nahal Aszan.

## Środowisko naturalne

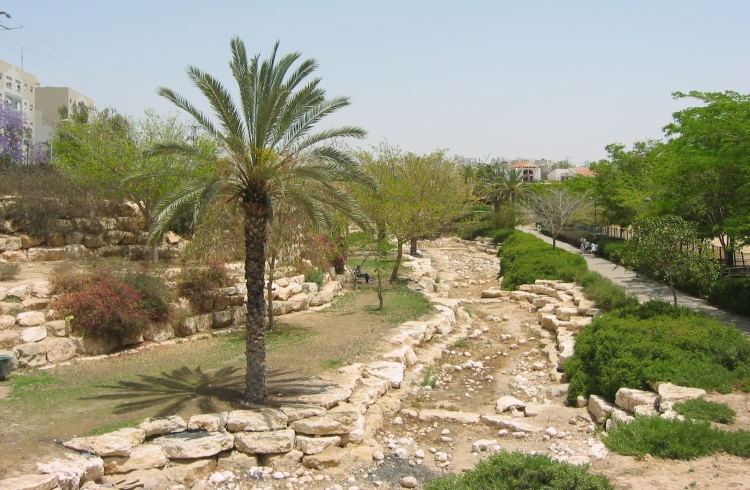
Okresowo płynący strumień Aszan w Beer Szewie

Beer Szewa znajduje się w rozległej dolinie Beer Szewy, którą płyną strumienie Be’er Szewa, Kowszim i Katef. Dolina jest zieloną oazą położoną pośrodku pustyni Negew. W jej otoczeniu wznoszą się wzgórza. Dolina otwiera się w kierunku północno-zachodnim, wyjściem z pustyni Negew.

### Klimat
Beer Szewa ma klimat pustynny (w klasyfikacji klimatów Köppena BSh) z wpływami klimatu śródziemnomorskiego. Lata są gorące i suche, a zimy chłodne i deszczowe. Średnia temperatura latem wynosi 32,3 °C, a zimą 17,7 °C (średnia z lat 1988–2000). Opady w okresie lata są rzadkością, i występują zazwyczaj w okresie zimowym od września do maja. Suma rocznych opadów atmosferycznych wynosi 204,1 mm. W okresie zimowym, w wyniku wysokiej wilgotności powietrza, w dolinie Beer Szewy występują mgły i zamglenia. W okresie letnim nadciągają z pustyni Negew burze piaskowe.
| Miesiąc                                          | Sty  | Lut  | Mar  | Kwi  | Maj | Cze | Lip | Sie | Wrz | Paź | Lis  | Gru  | Roczna |
| ------------------------------------------------ | ---- | ---- | ---- | ---- | --- | --- | --- | --- | --- | --- | ---- | ---- | ------ |
| Średnie temperatury w dzień [°C]                 | 17   | 18   | 20   | 26   | 29  | 31  | 33  | 33  | 32  | 28  | 23   | 19   | 26     |
| Średnie temperatury w nocy [°C]                  | 7    | 8    | 9    | 13   | 15  | 18  | 21  | 21  | 19  | 17  | 13   | 9    | 14     |
| Opady [mm]                                       | 49.6 | 40.4 | 30.7 | 12.9 | 2.7 | 0   | 0   | 0   | 0.4 | 5.8 | 19.7 | 41.9 | 204,1  |
| Źródło: Israel Meteorological Service 19.10.2009 |      |      |      |      |     |     |     |     |     |     |      |      |        |

## Demografia
Pod względem liczebności populacji Beer Szewa jest siódmym miastem Izraela. Zgodnie z danymi Izraelskiego Centrum Danych Statystycznych w 2006 w mieście żyło 185,4 tys. mieszkańców, w tym 98,9% Żydów, w znacznej większości imigrantów z krajów byłego ZSRR. W 2018 roku w mieście żyło 219 863 mieszkańców, w tym 51% to kobiety, a 49% to mężczyźni.
Populacja miasta pod względem wieku:
| Wiek (w latach) | Procent populacji w % |
| --------------- | --------------------- |
| 0-18            | 26%                   |
| 19-40           | 30%                   |
| 41-66           | 30%                   |
| +67             | 14%                   |

Źródło danych: Central Bureau of Statistics.

## Historia

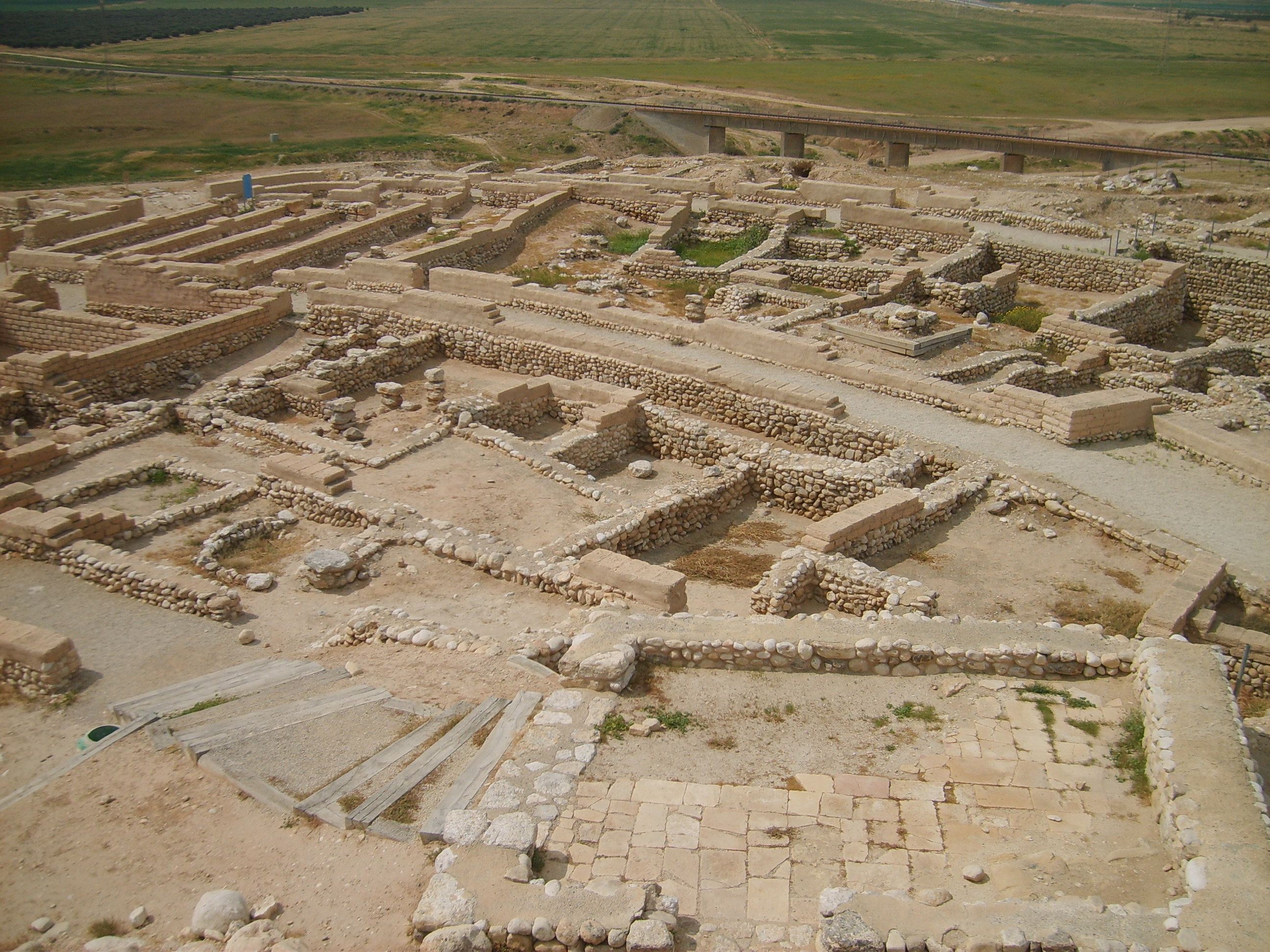
Tel Be’er Szewa

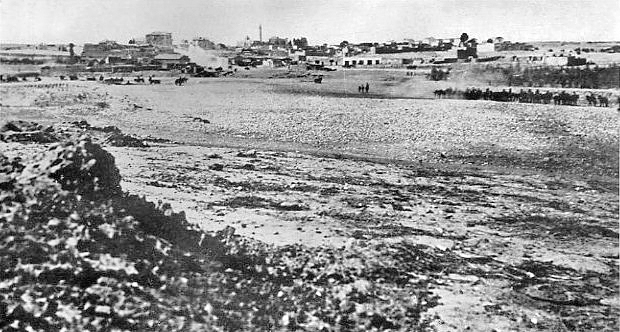
Bitwa pod Beer Szewą – 31 października 1917

Pierwsi ludzie zaczęli osiedlać się na tym obszarze w epoce miedzi. Ówcześni ludzie żyli w jaskiniach, pozostawiając po sobie fragmenty metalowych narzędzi i skorupy naczyń. Odkrycia archeologiczne na położonym kilka kilometrów na północ od miasta wzgórzu Beer Szewa sugerują, że osadnictwo mogło rozpocząć się około 4000 lat p.n.e.
Biblia kilkakrotnie wspomina o mieście Beer Szewa istniejącym za życia Abrahama. Według niej właśnie tutaj Abraham wykopał istniejącą do dzisiaj studnię, zasadził nad nią tamaryszki, a później zawarł przymierze z królem Abimelekiem. Dlatego nazwano tę miejscowość Beer Szewa, tj. „Studnia Przysięgi”. Dolina była wówczas bogata w wodę, o czym świadczą pozostałości licznych studni w okolicy. Ulice miasta były ułożone w siatce, z oddzielnymi dzielnicami administracyjnymi, handlowymi, wojskowymi i mieszkalnymi. Syn Abrahama, Izaak, wybudował w Beer Szewie ołtarz. Również Jakub przebywał w Beer Szewie. Po podboju Kanaanu przez Izraelitów, Beer Szewa była najdalej na południe wysuniętym miastem izraelskim. Zostało ono przyznane pokoleniom Judy i Symeona. Prorok Eliasz schronił się w Beer Szewie, kiedy królowa Izebel kazała go zabić. Synowie proroka Samuela byli sędziami w Beer Szewie.
Na przestrzeni wieków miasto było wielokrotnie niszczone i odbudowywane. Po podboju babilońskim miasto zostało opuszczone, a jego mieszkańcy wysiedleni do Babilonii. W okresie panowania rzymskiego i panowania Bizancjum, odbudowane miasto służyło jako pierwsza linia obrony przed najazdami Nabatejczyków. Ostatni mieszkańcy opuścili miasto podczas podboju arabskiego w VII wieku.
Turcy, którzy panowali nad tą ziemią od XVI wieku, nie byli zainteresowani rozwojem miasta, które podupadło. Do XIX wieku zamieszkiwali tu tylko Beduini. Europejscy pielgrzymi wspominają o Beer Szewie jako o obszarze jałowej ziemi, na której żyła garstka Beduinów. Dopiero pod koniec XIX wieku Turcy wybudowali tutaj posterunek policji, drogę i kilka niewielkich budynków. Plan rozbudowy miasta przygotowali niemieccy i szwajcarscy architekci. Przygotowali oni siatkę ulic, której wzór zachował się do tej pory na Starym Mieście. Wszystkie domy budowane w tym okresie były jednopiętrowymi budynkami. Nad całością górował dwupiętrowy gmach posterunku policji. Podczas I wojny światowej Turcy wybudowali wojskową linię kolejową do Beer Szewy. W dniu 30 października 1915, w uroczystości otwarcia linii kolejowej uczestniczył Ahmed Cemal. Budowa tej linii była bardzo ważna dla tureckiej armii walczącej z Brytyjczykami stacjonującymi w Egipcie. Beer Szewa odegrała ważną rolę podczas brytyjskiej kampanii na Synaju i w Palestynie. 31 października 1917 australijska 4 Brygada Lekkiej Kawalerii zdobyła Beer Szewę. Była to ostatnia szarża kawalerii w historii brytyjskiej armii. Na skraju Starego Miasta znajduje się wojskowy cmentarz z grobami australijskich i brytyjskich żołnierzy poległych w bitwie o miasto. Zdobycie tutejszych studni z wodą było bardzo ważne i umożliwiło Brytyjczykom prowadzenie dalszych operacji militarnych w Palestynie.
W następnych latach miasto było ważnym ośrodkiem brytyjskiej administracji w Mandacie Palestyny. W maju 1918 uruchomiono komercyjne połączenia kolejowe na linii z Rafah do Beer Szewy. Po arabskich rozruchach w 1928 i w latach 1936–1939, większość Żydów opuściła miasto. Przyjęta 29 listopada 1947 Rezolucja Zgromadzenia Ogólnego ONZ nr 181 przyznała Beer Szewę państwu arabskiemu, które miało powstać w Palestynie. Na samym początku I wojny arabsko-izraelskiej w maju 1948 miasto zajęły wojska egipskie. W październiku Izraelczycy przeprowadzili operację Jo’aw, w trakcie której doszło do bitwy o Beer Szewę i zajęcia miasta rankiem 21 października. Po wojnie Beer Szewa weszła w granice państwa Izrael.

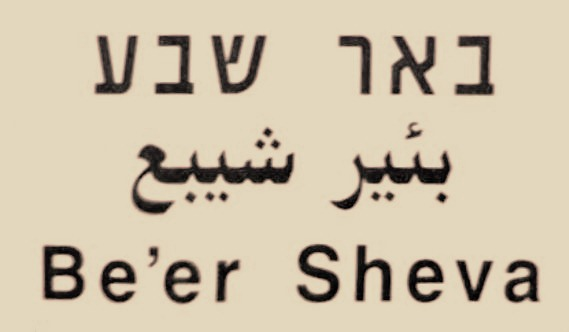
Nazwa Beer Szewy w językach hebrajskim, arabskim i angielskim

W latach 50. XX wieku miasto rozbudowało się w kierunku północnym. W tym samym okresie rząd przysłał do miasta 6500 imigrantów w celu rozwoju miasta, które dawało zatrudnienie w instytucjach rządowych. W latach 60. XX wieku wybudowano nowoczesny Szpital Soroka, a w latach 70. XX wieku otworzono Uniwersytet Ben Guriona. W pierwszych dekadach miasto rozwijało się jako projekt rządowy. Postrzegane było jako wrota dla kolejnych osadników wysyłanych na Negew. Z czasem, w ramach kolejnych fal napływu żydowskich imigrantów z Północnej Afryki, Bliskiego Wschodu, ZSRR i Etiopii Beer Szewa została zdominowana przez Izraelczyków, a Beduini stali się mniejszością. Większość parków, centrów społecznych, miejsc wypoczynkowych było finansowanych z pieniędzy rządowych lub międzynarodowych organizacji żydowskich. Zapoczątkowano ideę „kwitnienia pustyni” w celu polepszenia jakości życia w mieście. W latach 70. i 80 XX wieku liczba mieszkańców rosła, jednak wynikało to z kierowania do Beer Szewy kolejnych imigrantów. Miasto z tamtego obszaru nie oferowało wiele, rozwijały się nowe osiedla, ale nie było nowych miejsc zatrudnienia. Dopiero w latach 90. XX wieku miasto zaczęło się rozwijać na nowo. Władze, jako nieliczne w skali całego kraju, zgodziły się przyjąć nowych imigrantów z ZSRR. Przybyło ich wtedy 70 000, co stanowiło 45% wszystkich mieszkańców Beer Szewy. Było to impulsem do rozwoju sektora budowlanego w regionie. Wraz z nowymi mieszkańcami do miasta kierowane były rządowe subsydia na cele akomodacji i absorpcji. W tym samym czasie wybudowano pierwsze duże centra handlowe w mieście, które były nie tylko źródłem dochodu, ale także miejscem zatrudnienia. Władze miasta położyły również nacisk na rozwój sektora prywatnego. Gwałtowny rozwój miasta sprawił, że dzielnice wokół Uniwersytetu, Szpitala Soroka i Starego Miasta stały się zaniedbane i zaczęły się w nich pojawiać liczne problemy socjalne i społeczne. Od 2008 roku, nowy burmistrz rozpoczął program rozwoju miasta, zmiany jego wizerunku i podjął próby ściągnięcia do Beer Szewy firm związanych z przemysłem high-tech, telekomunikacją i nauką. Część z wojskowych instalacji i baz przeniesiono poza miasto, m.in. do Bazy im. Ariela Szarona. Rozpoczęto budowę nowoczesnego Parku Technologicznego oraz osiedla o wyższym standardzie mieszkalnictwa.

### Nazwa
Nazwa miasta składa się z dwóch słów: „be’er” i „szewa”. Pierwsze słowo „be’er” jest tłumaczone jako „studnia”. Natomiast słowo „szewa” jest tłumaczone jako „przysięga” (przysięga Abrahama z Abimelekiem) lub „siedem” (siedem studni wykopanych przez Izaaka). Nazwa miasta może więc zostać przetłumaczona jako „Siedem Studni” lub „Studnia Przysięgi”.

## Symbole
| Burmistrz        | Lata sprawowania urzędu |
| ---------------- | ----------------------- |
| Dawid Tuwijahu   | 1950–1961               |
| Ze’ew Zrizi      | 1961–1963               |
| Elijahu Nawi     | 1963–1986               |
| Mosze Zilberman  | 1986–1989               |
| Icchak Rager     | 1989–1997               |
| Dawid Bunfeld    | 1997–1998               |
| Ja’akow Turner   | 1998–2008               |
| Ruwik Danilowicz | 2008–nadal              |

Godło Beer Szewy

Obecne godło miasta zostało przyjęte w 1970. Zostało zaprojektowane przez grafika Cheziego Mora. Godło miasta zawiera w sobie drzewo tamaryszku, które miało być zasadzone przez Abrahama. W rejonie miasta tamaryszki powszechnie rosną. Drzewo jest symbolicznie przedstawione, jakby składało się z wielu cegieł, co wyraża rozwój budownictwa miasta. Poniżej drzewa umieszczono dwanaście stel wyobrażających dwanaście pokoleń Izraela, które zostały zgromadzone z wygnania po całym świecie i przybyły by mieszkać w mieście. Z boku widoczna jest wieża widokowa wybudowana obok ratusza miejskiego. Napis w języku hebrajskim „wa-jita Eshel ba-Weer szewa(...)” jest cytatem pierwszej części wersetu z Księgi Rodzaju 21:33 „Abraham zaś zasadził w Beer-Szewie drzewo tamaryszkowe(...)”.

## Polityka
Beer Szewa jest stolicą Dystryktu Południowego. Od 2008 burmistrzem miasta jest Ruwik Danilowicz, a jego zastępcą jest Ja’akow Turner.

### Rada Miejska
| Ugrupowanie        | Liczba radnych |
| ------------------ | -------------- |
| Derech he-Chadasza | 16             |
| Szas               | 2              |
| Żydowski Dom       | 2              |
| Geszer             | 2              |
| Likud              | 2              |
| Kehila             | 1              |
| Beer Shewa Beitenu | 1              |

### Współpraca międzynarodowa
Beer Szewa posiada czternaście miast partnerskich: La Plata w Argentynie, Parramatta w Australii, Addis Abeba w Etiopii (2001), Cebu City na Filipinach, Lyon we Francji (1977), Oni w Gruzji (2000), Montreal i Winnipeg w Kanadzie, Rosenheim i Wuppertal w Niemczech, Kluż-Napoka w Rumunii, Nisz w Serbii, Seattle w Stanach Zjednoczonych, oraz Adana w Turcji (2001).

### Wybory do Knesetu
| Partia                                    | Ilość głosów | Procent głosów |
| ----------------------------------------- | ------------ | -------------- |
| Likud                                     | 42 160       | 43,01%         |
| Niebiesko-Biali                           | 17 141       | 17,49%         |
| Nasz Dom Izrael                           | 9 312        | 9,50%          |
| Szas                                      | 5 911        | 6,03%          |
| Nowa Prawica                              | 4 489        | 4,58%          |
| Zehut                                     | 4 239        | 4,32%          |
| My Wszyscy                                | 3 848        | 3,93%          |
| Unia Partii Prawicowych                   | 2 774        | 2,83%          |
| Partia Pracy                              | 2 632        | 2,68%          |
| Geszer                                    | 1 728        | 1,76%          |
| Zjednoczony Judaizm Tory                  | 1 275        | 1,30%          |
| Merec                                     | 1 240        | 1,26%          |
| Hadasz                                    | 288          | 0,29%          |
| Bezpieczeństwo Społeczne Sejmona Grafmana | 222          | 0,23%          |
| Ra’am-Balad                               | 143          | b.d.           |
| Oren Chazan                               | 99           | b.d.           |
| Sprawiedliwość dla Każdego                | 82           | 0,08%          |
| Magen Gala Hirsza                         | 59           | 0,06%          |

Frekwencja wyniosła 63,18%. Zagłosowało 98 993 osób z 156 696 uprawnionych.

## Oświata

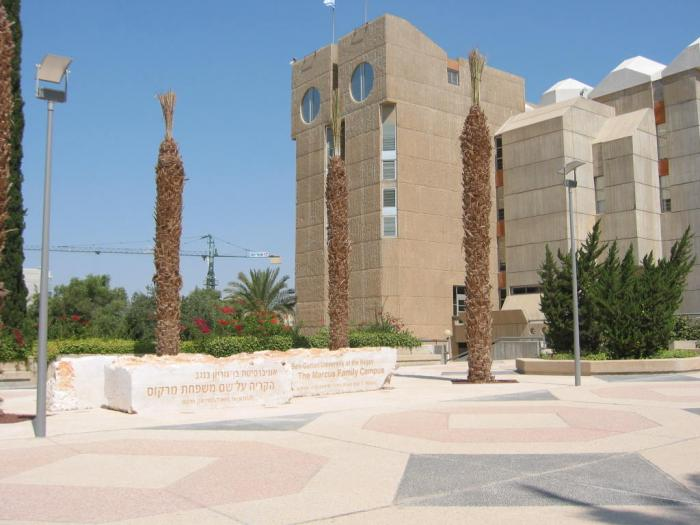
Wejście na kampus Uniwersytetu Ben Guriona

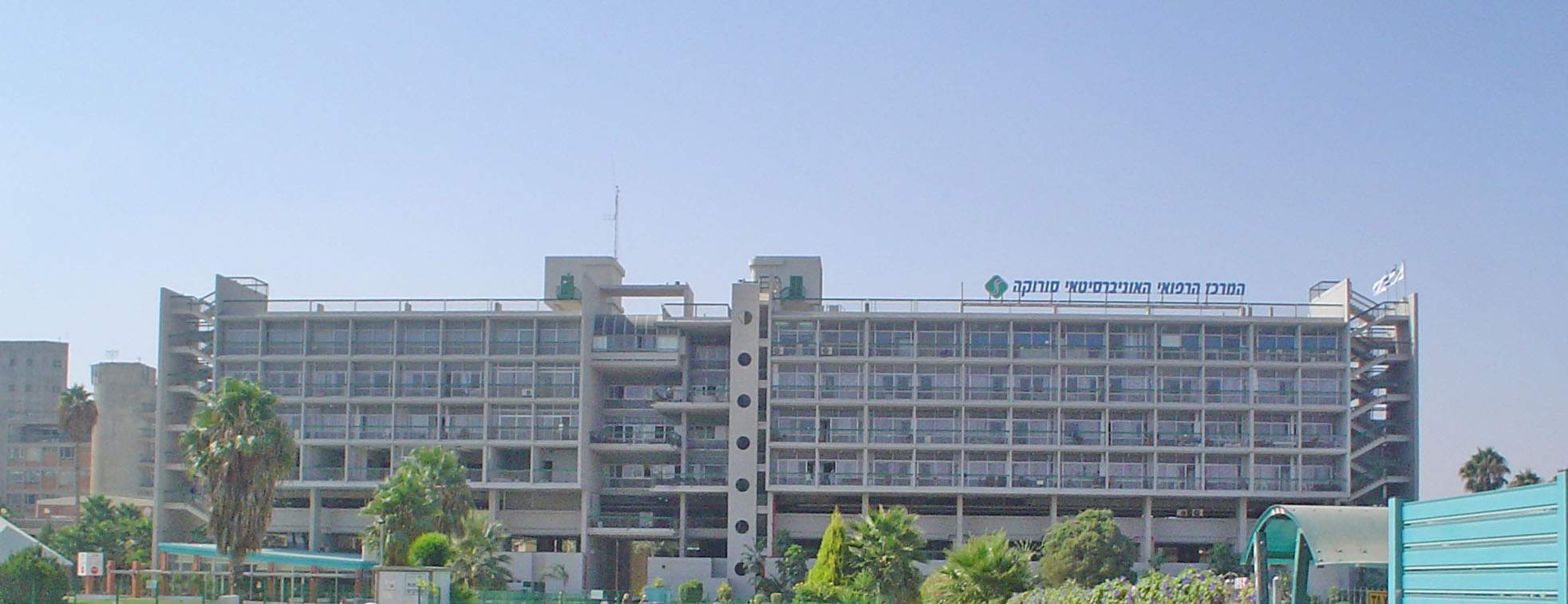
Szpital Soroka w Beer Szewie

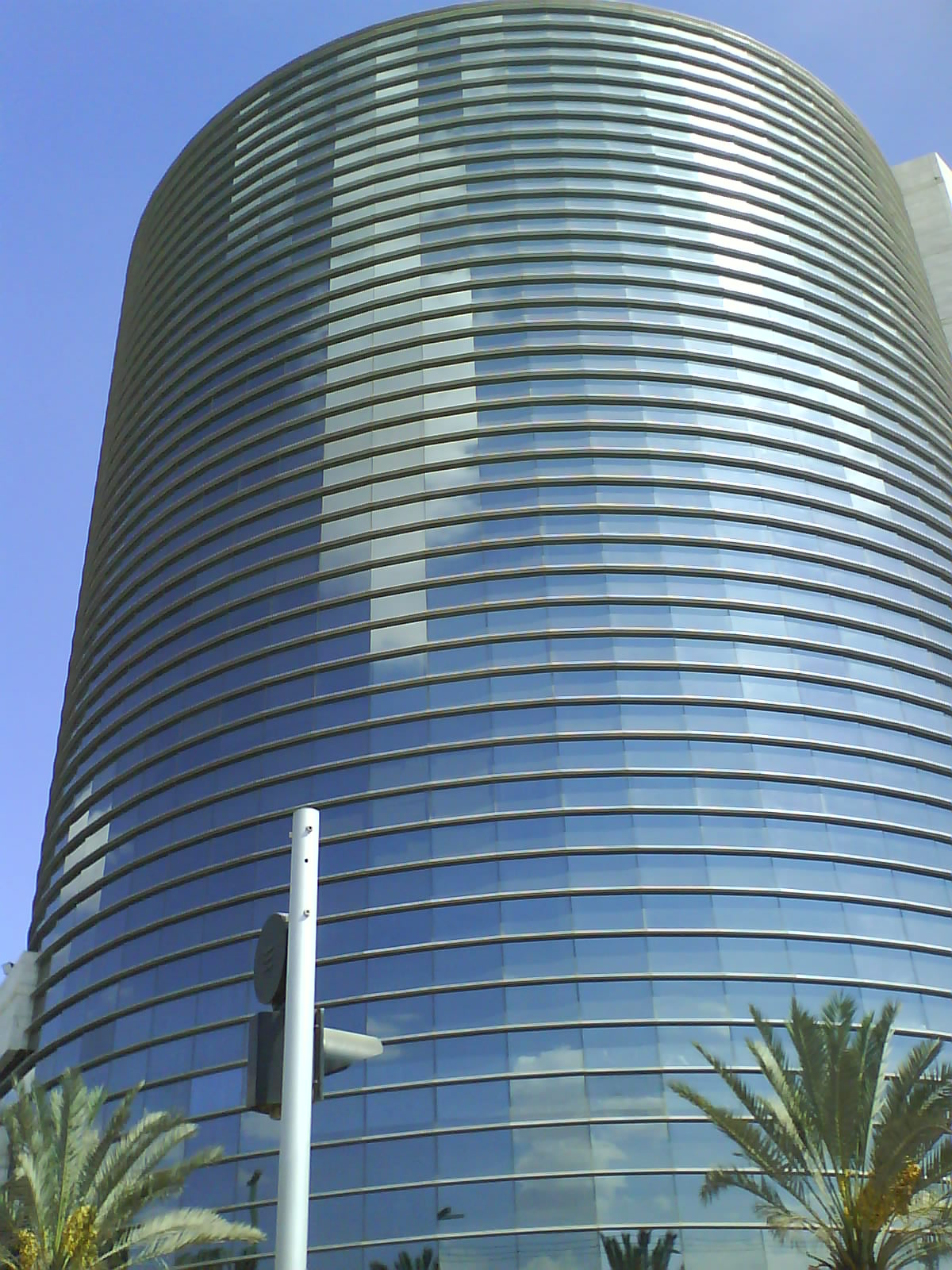
Negev Mall Tower

W Beer Szewie ma swoją siedzibę Uniwersytet Ben Guriona (założony w 1969). Działalność uniwersytetu jest skoncentrowana na propagowaniu idei zagospodarowania regionu Negewu. Jest to jeden z najszybciej rozwijających się uniwersytetów w Izraelu. Po upadku Związku Radzieckiego osiedliło się tutaj wielu znanych profesorów z uczelni w Leningradzie, Rydze, Moskwie, Charkowie i innych. Obok uniwersytetu działa znany na całym świecie ośrodek badań nad przyrodą pustyni. Tutejsi naukowcy bezustannie pracują nad nowymi systemami nawadniania pustyni i lepszymi rodzajami upraw rolniczych.
Obok Uniwersytetu Ben Guriona w Beer Szewie istnieją również inne placówki szkolnictwa wyższego: Otwarty Uniwersytet Izraela, Akademia Techniczna im. Samiego Szamuna, Wyższa Szkoła Technologii Sił Powietrznych Izraela.

## Gospodarka
Współczesne miasto Beer Szewa jest ważnym ośrodkiem przemysłu maszynowego, elektronicznego, chemicznego, włókienniczego i odzieżowego, materiałów budowlanych i spożywczego. Przez miasto przechodzi rurociąg z Ejlatu do Hajfy.
Na zachód od Beer Szewy znajduje się duża baza Izraelskich Sił Powietrznych Chacerim. W 1977 otworzono tutaj słynne muzeum lotnictwa.
Na północ od stacji Beer Szewa Północ/Uniwersytet rozwija się Zaawansowany Park Technologiczny, który jest rozwijany w ramach kooperacji sektora publicznego (rząd, Uniwersytet Ben Guriona i wojsko) i prywatnego. Ma on skupić w mieście sektor cyberbezpieczeństwa, nanotechnologii, telekomunikacji. Również wojsko planuje stworzyć w Beer Szewie centrum bezpieczeństwa cybernetycznego Izraela. Premier Binjamin Netanjahu zapowiedział, że miasto ma się stać stolicą cyberbezpieczeństwa świata. Zapoczątkowane inicjatywy mają stworzyć wiele tysięcy nowych miejsc pracy.
Do 2016 roku w mieście funkcjonowało 9299 firm, z czego w samym 2016 roku otwarto ich 898. Pensja brutto w 2016 roku osób samozatrudnionych wyniosła 8291 NIS, a osób zatrudnionych 9399 NIS.
W mieście działa 110 firm powstałych w ramach sturt-up, w których pracuje 500 osób. W tym 44% z tych firm powstało w Parku Technologicznych Gaw Jam Negew, 5% wokół Uniwersytetu Ben Guriona, 41% wokół miasta, a 10% w Starym Mieście. Na chwilę obecną Park Technologiczny zatrudnia 2500 osób, w którym na chwilę obecną istnieje pond 70 firm oraz 7 firm międzynarodowych zajmujących się badaniami i rozwojem.

## Transport
Miasto posiada połączenie z Tel Awiwem za pośrednictwem drogi ekspresowej nr 40 (Kfar Saba-Ketura) i z Aszkelonem za pośrednictwem drogi ekspresowej nr 25 (Nachal Oz – Beer Szewa-Arawa).
W mieście znajdują się dwie stacje kolejowe Rakewet Jisra’el: Beer Szewa i Beer Szewa Cafon. Pociągi z Beer Szewy jadą do Naharijji, Hajfy i Tel Awiwu.
Beer Szewa posiada Centralny Dworzec Autobusowy, z którego realizowane są połączenia głównych przedsiębiorstw transportowych w Izraelu jak: Egged, Metropolin, Dan Ba-Darom, Kawim. Dodatkowo spod dworca jeżdżą szeruty i taksówki.
Beer Szewa posiada w pełni rozwinięty autobusowy transport miejski Dan Beer Szewa.
W odległości 10 km na północny zachód od miasta jest położony port lotniczy Taymen, który obsługuje krajowe linie lotnicze oraz czarterowe przeloty turystyczne.

## Turystyka

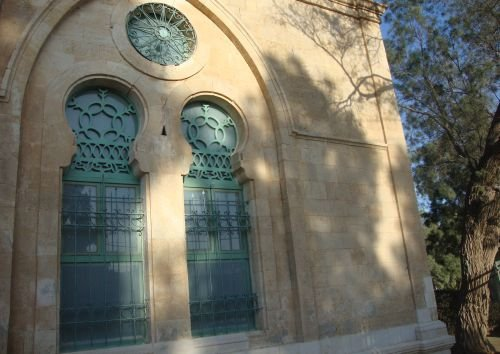
Muzeum Kultur Islamskich i Bliskowschodnich

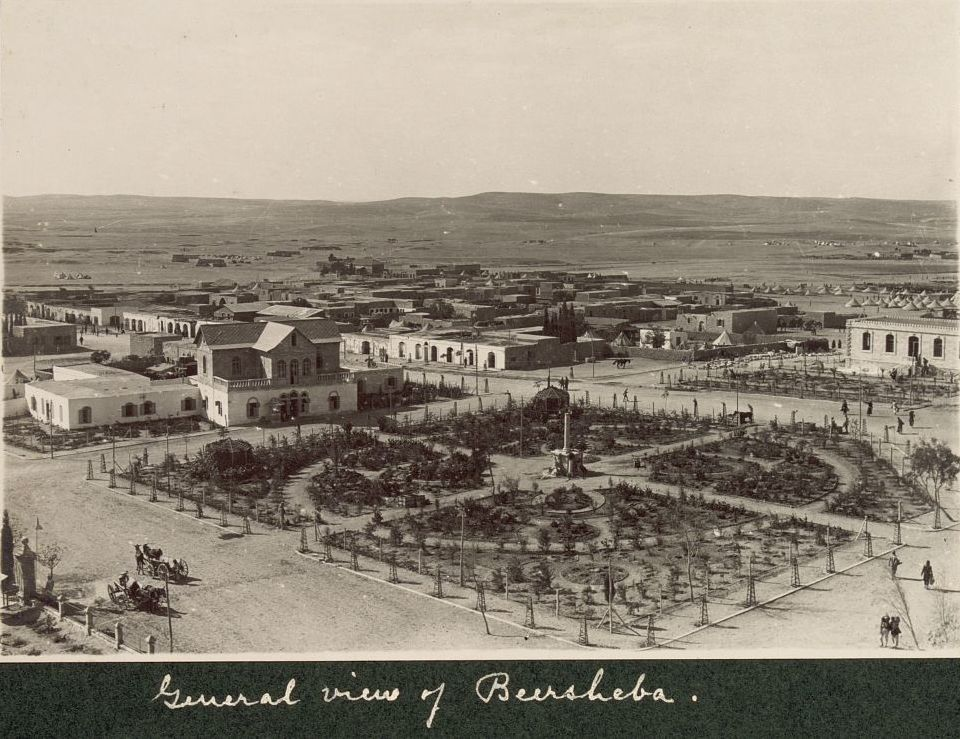
Park gen. Allenby w przeszłości

W mieście oraz w jego okolicach znajdują się następujące atrakcje turystyczne i miejsca warte odwiedzenia:
- Pomnik Żołnierzy Palmachu Brygady Negew. Znajduje się na wzgórzu na północny wschód od dworca kolejowego Ber Szewa Północ/Uniwersytet. Na miejscu znajdują się instalacje artystyczne, mapy i makiety operacji wojskowych oraz punkty do pikniku. Ze wzgórza rozciąga się widok na miasto (7R8C+J6 Beer Szewa, Izrael);
- Cmentarz muzułmański przy ulicy Dawida Tuwijahu, naprzeciwko Centrum Handlowego Kanjon ha-Negew;
- Muzeum Kultur Islamskich i Bliskowschodnich oraz Muzeum Sztuki Negewu[24]. Oba znajdują się obok siebie przy jednej z głównych ulic Starego Miasta – Ha-Acmaut. Pierwsze z nich jest ulokowane w budynku starego meczetu, który po wojnie w 1948 roku był budynkiem sądu i więzieniem. Można tam zobaczyć arabską biżuterię, mozaiki i fontanny. Drugie muzeum można uznać za lokalne, w którym są wystawiane prace lokalnych i krajowych artystów;
- Ogród gen. Allenby. Pierwszy ogród powstały w Beer Szewie. Znajduje się przy ulicy Ha-Acmaut obok kwatery głównej Dowództwa Południe i siedziby policji;
- Cmentarz Żołnierzy ANZAC. Znajduje się przy ulicy Ha-Acmaut. Miejsce ogólnodostępne dla zwiedzających. Można tu obejrzeć nagrobki żołnierzy ANZAC (australijskich i nowozelandzkich) walczących w bitwie o Beer Szewę w trakcie I wojny światowej. Obok jest interaktywne muzeum poświęcone temu miejscu. Znajduje się przy drodze Derech Chewron. W rocznicę bitwy o Beer Szewę organizowana jest parada i rekonstrukcja historyczna[25];
- Studnia Abrahama. Przedstawia historię Abrahama i prezentuje interaktywne eksponaty;
- Brama do Negewu. Interaktywne miejsce przy ulicy Ha-Hagana, w którym prezentowane są możliwości jakie daje Negew, miejsca warte zobaczenia, można tu poznać informacje o regionie i jego rozwoju, zobaczyć film prezentujący historię osadnictwa na Negewie;
- Centrum Kultury – Turecka Stacja Kolejowa. Znajduje się przy ulicy Dawida Tuwijahu, ok. 600 metrów od Cmentarza Żołnierzy ANZAC. Jest to stara turecka stacja kolejowa, w której można obejrzeć wagony kolejowe oraz lokomotywę;
- Park Żołnierza Australijskiego. Park na skrzyżowaniu ulic Szaul ha-Melech i Aba Achimeir. Znajduje się tu rzeźba australijskiego kawalerzysty, ścieżka historyczna poświęcona siłom ANZAC na Bliskim Wschodzie podczas I wojny światowej i walkom w Palestynie. Jest tu także zakryty park dla dzieci;
- ZOO Negewu[26]. W tym ZOO można zobaczyć różne gatunki zwierząt występujących w regionie Bliskiego Wschodu i nie tylko. Do tego miejsca najlepiej dotrzeć autem lub na pieszo. Autobusy nie kursują do tego miejsca, najbliższy przystanek to Dawid Tuwijahu/Ecel (7Q55+29 Beer Szewa, Izrael);
- Bet Eszel. Nieistniejący już kibuc na południu Beer Szewy, zniszczony w trakcie wojny w 1948 roku. Znajduje się przy drodze ekspresowej nr 25;
- Park Narodowy Tel Beer Szewa[27]. Wykopaliska archeologiczne położone przed beduińska miejscowością Tel Szewa. Jest to miejsce, w którym miała znajdować się biblijna Beer Szewa. Można tu dojechać autobusem nr 10 Metropolin;
- Muzeum Izraelskich Sił Powietrznych[28]. Muzeum poświęcone Siłom Lotniczym Izraela. Można tu zobaczyć wyposażenie (myśliwce, śmigłowce, samoloty transportowe i pasażerskie, zestawy p-lot.) używane przez Izrael, zdobyte na państwach arabskich lub przekazane przez inne armie. Obok znajduje się lotnisko wojskowe, co umożliwia usłyszenie i zobaczenie lądujących i startujących samolotów odrzutowych. Można tu dojechać autobusem nr 40 linii Dan Ba-Darom.

## Współpraca
- Oni, Gruzja
- Cebu City, Filipiny
- Montreal, Kanada
- Winnipeg, Kanada
- Parramatta, Australia
- Addis Abeba, Etiopia
- Seattle, Stany Zjednoczone
- Adana, Turcja
- Kluż-Napoka, Rumunia
- La Plata, Argentyna
- Rosenheim, Niemcy
- Wuppertal, Niemcy
- Lyon, Francja
- Nisz, Serbia
- Bouaké, Wybrzeże Kości Słoniowej